# 非常了得
《非常了得》（英語：Fei De Will Watch），原名《非德要看》，是江苏卫视的一档谈话益智类节目，2011年6月8日首播。节目名称取自首任主持人孟非和郭德纲的名字。2014年4月9日起，主持人更换为刘仪伟与张杨果而，但节目名称未变。节目后于2014年7月停播。

## 游戏规则
场上共有8位身份嘉宾，每位嘉宾有各自的身份描述，参赛者通过询问嘉宾问题而判断其身份描述是否属实。
游戏共有3个挑战关，每关需对应完成1、2、3名嘉宾身份识别。
即第一关需答对1题，第二关需答对2题，第三关需答对3题。在第二关和第三关分别有一次向特邀嘉宾求助的机会。
通过一关后，可继续答题或自主选择放弃闯关，并获得本关奖品。答错即终止比赛，并失去此前关获得的奖品。
第一关奖项为单人港澳游，第二关奖项为双人普吉岛游，第三关奖项为三人欧洲十国游。
现场的特邀嘉宾可以应邀向参赛者提供参考意见，帮助参赛者判断真伪。
3个挑战关的规则是《非常了得》节目的常态。

### 非常态规则

#### 5个挑战关
节目在开播时共设置了5个挑战关，从低到高每关对应需完成的嘉宾身份识别数量为1、1、2、2、3名。
即第一关需答对1题，第二关需答对1题，第三关需答对2题，依次类推。答对全部9名身份题后，可获得最高奖项“欧洲十国游”。

#### 红白战队
节目曾在2012年试验半年“红白战队”模式。游戏共有7题，孟非与郭德纲各与一位参赛选手组成战队，轮流获得答题资格。如回答正确，则本队得分，如回答错误，则对方得分。如有一队获得15分或以上，则直接获胜。如7题结束后，两队最终成绩相同，则加试一道“金球题”，一题决胜负。获胜队的选手赢得“梦想大奖”，由节目组提供梦想基金。
此后节目模式调整回3个挑战关模式。

#### 孟德接招
本规则适用于“3个挑战关”模式。
在答题选手答错后，可在单独显示的若干个表述中任选一题，答对即可获得此关奖品。此题由孟非或郭德纲来表述，故名“孟德接招”。后表述范围扩大至特别嘉宾姜振宇和柳岩。
因节目组更换主持人孟非、郭德纲后，此规则被废止。

#### 爱情关系
节目在2014年5月21日和5月28日两期制作“5·21”爱情特辑。参赛选手在若干身份嘉宾中猜出是真正情侣关系的两人。此后成为停播前的主要节目形式。

## 主持人及特邀嘉宾

### 主持人
- 孟非（2011年～2014年）
- 郭德纲（2011年～2014年）
- 刘仪伟（2014年）
- 张杨果而（2014年）

### 特邀嘉宾
- 姜振宇
- 柳岩（2011年～2014年，2012年曾离开半年）
- 张杨果而（2012年）
- 左岩
- 赵本山（2013年《乡村爱情》特辑）
- 谭飞（2011年）
- 封新城（2011年）

## 让人印象深刻的身份
- “兽医”；于2011年6月15日节目中，有自称来山东曲阜林前村的兽医，使得后续节目陆续出现关键字 “林前村”，“徐洪福”，“百分三的生理盐水”。
- “高姐”；于2011年7月13日节目中，有自称在高铁G102做乘务员的“高姐”，来自重庆的男选手多次被主持人调侃。